# Euphorbia nicaeensis
Euphorbia nicaeensis é uma espécie de planta com flor pertencente à família Euphorbiaceae. 
A autoridade científica da espécie é All., tendo sido publicada em Flora Pedemontana 1: 285. 1785.

## Portugal
Trata-se de uma espécie presente no território português, nomeadamente os seguintes táxones infraespecíficos:
- Euphorbia nicaeensis var. nicaensis - presente em Portugal Continental. Em termos de naturalidade é nativa da região atrás referida. Não se encontra protegida por legislação portuguesa ou da Comunidade Europeia.